# Ernest Van Glabbeke
Ernest Augustin Van Glabbeke (Oostende, 12 februari 1868 - 31 juli 1947) was een Belgisch volksvertegenwoordiger.

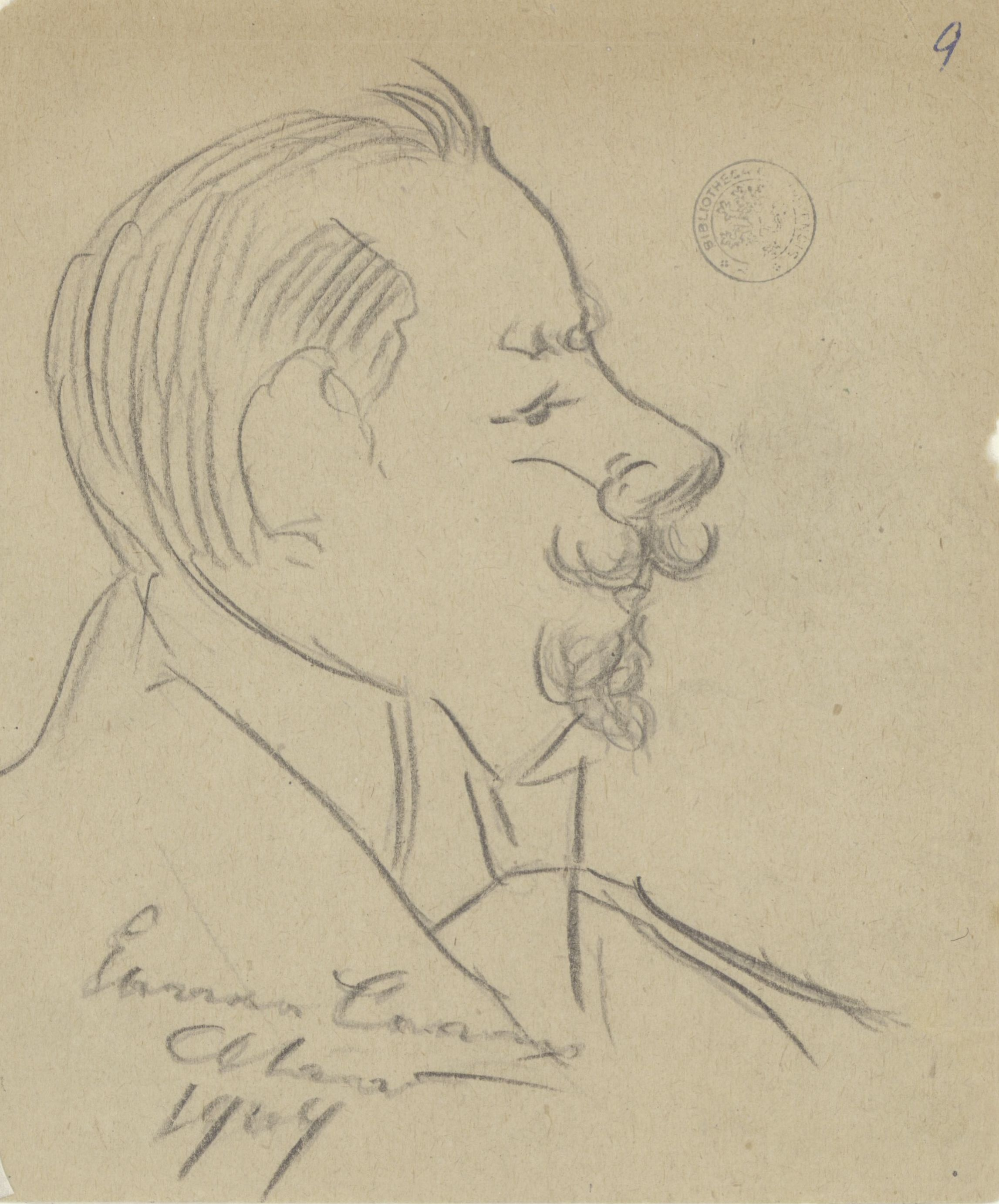
Meer dan waarschijnlijk portret van Ernest Van Glabbeke uit verzamelband karikaturen getekend door Enrico Caruso,1909 ,Universiteitsbibliotheek Gent

## Levensloop
Van Glabbeke was brouwer en bankier.
Hij was Oostends gemeenteraadslid van 1900 tot 1911 en schepen van 1904 tot 1911. In 1921 werd hij opnieuw gemeenteraadslid.
In 1921 werd hij verkozen tot liberaal volksvertegenwoordiger voor het arrondissement Oostende-Veurne en vervulde dit mandaat tot in 1925.